# Vladimír Šimůnek (kompozytor)
Vladimir Šimůnek – czeski kompozytor. Stworzył ścieżkę dźwiękową do gry Mafia (2002), w której znajdują się utwory jak: Main Theme, Escalation i Briefing – Conspiracy (gra Czeska Orkiestra Symfoniczna (Bohemia Symphonic Orchestra), a nagrania dokonano w Studiu B Teatru Narodowego w Pradze). Jest również autorem muzyki do gry Wings of War (2004).